# MH-6 (航空機)
AH-6/MH-6 リトルバード
- 用途：汎用、特殊作戦
- 分類：小型ヘリコプター
- 製造者：MDヘリコプターズ
- 運用者： アメリカ合衆国（アメリカ陸軍）
- 初飛行：1963年2月27日
- 生産開始：1965年（原型OH-6）
- 運用開始：1980年
- 運用状況：現役

MH-6 リトルバード（英語: MH-6 Little Bird）は、MDヘリコプターズが生産している軽汎用・攻撃強襲用ヘリコプターである。また本項では攻撃ヘリコプター型のAH-6も記述し、特記がない限りはAH/MH-6と呼称する。
愛称はMH-6がリトルバード（Little Bird）、AH-6がキラーエッグ（Killer Egg）。

## 概要

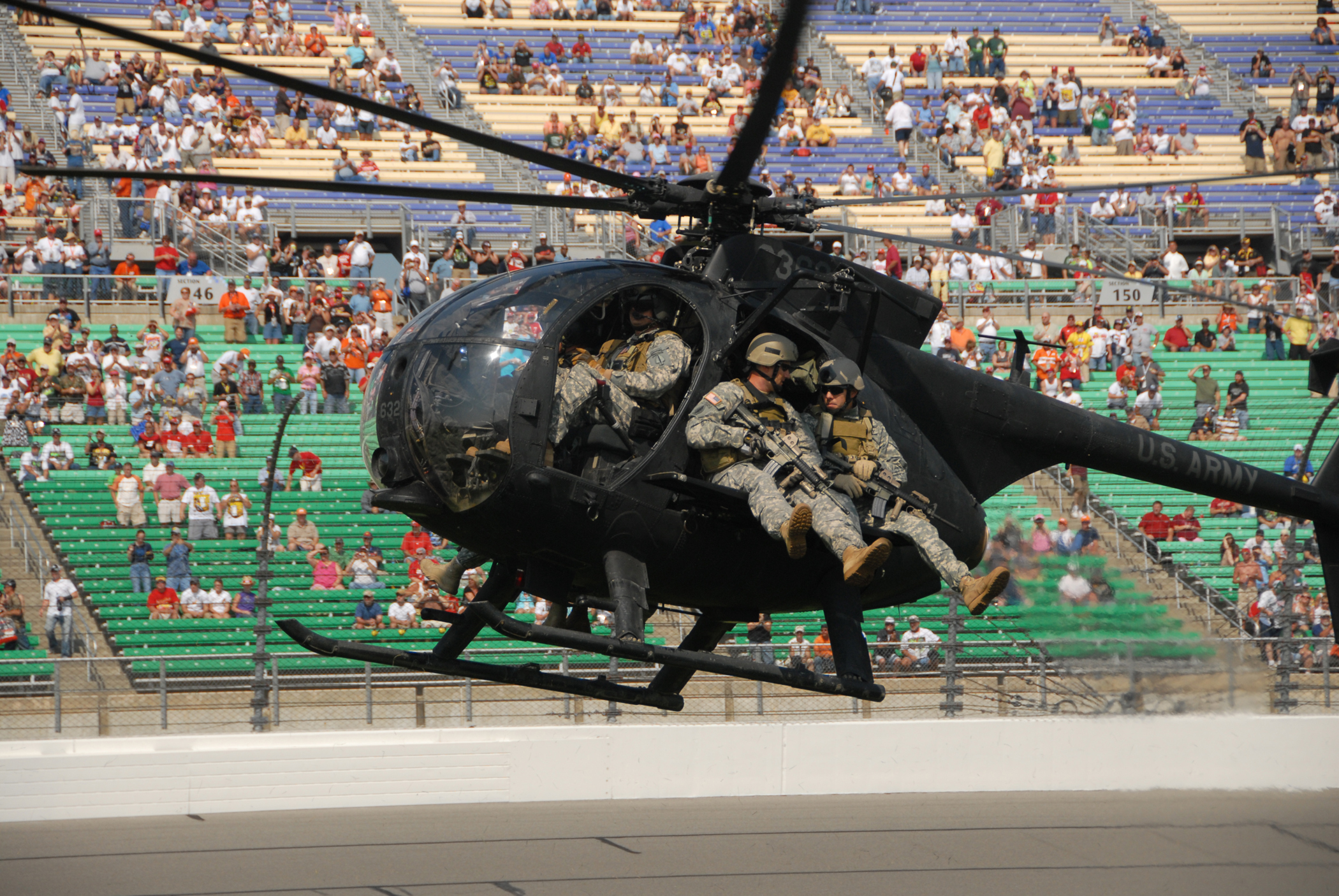
陸軍特殊部隊員4名を搭乗させたMH-6

この機材となったベースのOH-6の前史は当該項目に詳しい記述があるが、AH/MH-6が開発される契機となったのは、1980年のイランアメリカ大使館人質事件におけるイーグルクロー作戦である。この作戦については当該項目に詳しい記述があるが、ヘリコプターの選択ミス及びトラブルが重なった事により作戦が失敗してしまった。この失敗による調査委員会で、急襲に必要な部隊と航空機の欠如が指摘され、特殊作戦航空能力開発のための特別プロジェクトである「ハニー・バジャー（ミツアナグマ）作戦（Operation HONEY BADGER）」が開始される事となる。
この計画では第101空挺師団の3個飛行大隊を中心に当時新鋭機だったUH-60およびベトナム戦争でも活躍した大型ヘリコプターCH-47の開発及びイラン大使館の人質の再奪還を目標としていた。
その中でAH/MH-6を開発する事になったのが、第229攻撃ヘリコプター大隊である。OH-6Aを運用していた同大隊は、この作戦のためにパイロットを提供し、アラバマ州フォートラッカーで同機の開発が行われた。そして同機が完成し、先のUH-60、CH-47の部隊と統合しタスクフォース158が創設され、同大隊はリトルバード運用部隊となった。そして第二の奪還作戦が行われる予定であったが、1981年にイランとの交渉が進展した結果、同年1月20日に人質が解放される事となり、この作戦も中止となった。
ところがこのタスクフォース158は後の同種作戦で必要と判断され、解散せずに現在の第160特殊作戦航空連隊 ナイトストーカーズとなり、同機は連隊本部特殊作戦航空訓練中隊及び第一大隊に配備され活躍している。
なお、アメリカ陸軍においてはナイトストーカーズのみで運用されているが、FBIのHRTにも民間型のMD 530Fが配備されている。
また、派生型としてボーイング・ロータークラフト・システムズが開発した無人航空機（UAV）タイプのAH/MH-6X、電子戦/指揮機のEH-6も存在する。
現在ナイトストーカーズで現役で運用されているのは、MH-6H、AH/MH-6J、AH/MH-6Mである。

## 主な参加作戦
グレナダ侵攻
アージェントフューリー作戦に参加。アメリカ海軍の船舶へ死傷者を搬送するために活躍。
コントラ戦争
1983年にロナルド・レーガン政権によるニカラグアへの介入の際の紛争で活躍。
イラン・イラク戦争
1987年9月にイランからのイラク籍タンカーへの攻撃を阻止するべくプライムチャンス作戦に参加。イランの機雷敷設船舶を攻撃した。
パナマ侵攻
モガディシュの戦闘
所謂ソマリア紛争。ゴシックサーペント作戦に参加し、捕獲対象の居るビルへデルタフォースを屋上からエントリーさせるための支援、MH-60墜落現場へ急行、夜間における民兵掃討で活躍。
イラク戦争
イラク・フリーダム作戦に参加。この際AH-6が捕虜になったジェシカ・リンチ救出のために援護。また、MH-6がイタリア人民間軍事会社社員及び武装勢力に誘拐されたポーランド人実業家の救助に使用される。
ブラバ急襲
ケニアのモンバサで起きたホテル爆破事件の首謀者でアルカーイダと繋がりがあったサレ・アリ・サレ・ナブハンに対する殺害作戦セレスティアル・バランス作戦に参加。AH-6が車列を攻撃しナブハンが死亡した。

## 派生型
MH-6C
攻撃/輸送兼用型。現在訓練用として使用。
MH-6E
C型改良版。
MH-6H
E型改良版。AN/ALQ-114ジャマーおよびAN/AAQ-16第一世代型FLIRを装備。現在も使用されている。
AH-6C
武装型。
AH-6F
C型改良版。
AH-6G
F型改良版。
AH/MH-6J
MD 530MGベースの能力向上型。
HH-47のような5枚の中型液晶モニターからなるグラスコックピットタイプとなり、GPS/慣性航法システムを搭載した型。また、MH型では着脱式ベンチシートが使用可能。
AH/MH-6M MELB（Mission Enhancement Little Bird）
2002年導入のAH/MH-6Jの能力向上改修型。このタイプでは完全に相互運用性が付与された。
また、J型より更に改良が施され、大型液晶モニター2枚、中型モニター1枚などから構成されるグラスコックピットとなり、ナイトビジョンに対応し、第二世代型FLIR AN/AAQ-16、戦術インターネットを搭載する最新型。
AH/MH-6X
AH-MH-6MのUAV型。ボーイングAH-6とも
EH-6E
電子戦/指揮機型。

## 性能諸元
MD 530ベース
出典: U.S. Army Aircraft, MD 530F data
諸元
- 乗員: 2名
- 定員: 6名（外装式ベンチ使用時）
- 全長: 9.80m （32.6ft）
- 全高: 3.0m （9.8ft）
- ローター直径: 8.30m （27.4ft）
- 空虚重量: 722kg （1,591lb）
- 最大離陸重量: 1,406kg （3,100lb）
- 動力: T-63-A-5-AまたはT63-A-700 ターボシャフト、317kW （425shp） 離陸時：375shp（280kW）  × 1
- ローター：メインローター6枚 テールローター4枚
- 搭載可能燃料量：62USガロン（242L）または 403lb（183kg）

性能
- 最大速度: 282km/h=M0.23 （152ノット）
- 巡航速度: 250km/h=M0.20 （135ノット）
- 航続距離: 430km （232海里） （5,000ft時）
- 実用上昇限度: 5,700m （18,700ft）
- 上昇率: 10.5m/秒 （2,061ft/分）

### 武装
- 機銃
  - M230機関砲×1門, またはGAU-19×2門（M型除くAH-6のみ）、またはM134×2門
- ロケット弾
  - LAU-68D/A ハイドラ70
- ミサイル
  - AGM-114ヘルファイア×2（M型除くAH-6のみ）、またはFIM-92 スティンガー×2基（M型除くAH-6のみ）
- その他
  - Mk19 自動擲弾銃（M型除くAH-6のみ）

## 採用国
アメリカ合衆国
- アメリカ陸軍 - 第160特殊作戦航空連隊が運用。
- 連邦捜査局 - 人質救出チームが民間型を運用。

## 登場作品

### 映画
『ブラックホーク・ダウン』
ナイトストーカーズ所属のMH-6Jが登場。デルタフォースを作戦地域に降下させるほか、コールサイン「スター41」が上空から地上部隊の指揮を執る。また、夜間戦闘時にコールサイン「バーバー52」が屋上のソマリア民兵に対してM134 ミニガンで機銃掃射を行う。
『マン・オブ・スティール』
兵員の輸送に使用される他、内2機が地上部隊を援護するためミニガンでクリプトン人を攻撃するも車を投げつけられ、1機は回避するも後ろのもう1機に直撃し墜落する。

### 漫画・アニメ
『HELLSING』
第九次空中機動十字軍がロンドン侵攻の際に使用する。
『ヨルムンガンド』
ココの部隊がバブーリン博士を拉致する際に2機使用。

### ゲーム
『ArmA: Armed Assault』
アメリカ陸軍とサーラニ王立軍の装備としてAH-6とMH-6が登場。キャンペーン中ではAIが操縦することが多いが、ミッションを自作するなどでプレイヤーも操縦可能。
『ARMA 2: Operation Arrowhead』
米陸軍の装備としてAH-6・MH-6・AH-6Xが登場。キャンペーンのAH-64D アパッチ・ロングボウを使用するミッションではAH-6Xを操作し、AH-64DのAGM-114 ヘルファイアを誘導することも可能。

『Just Cause』
「Delta 5H4 Boxhead」の名称で登場する。武装としてスタブウイングに機関銃とロケット弾ポッドを搭載している。
『Operation Flashpoint: Dragon Rising』
アメリカ海兵隊陣営で使用可能なヘリコプターとしてAH-6Jが登場する。武装としてスタブウイングにM134 ミニガンとスティンガーミサイルを搭載している。
『Wargame Red Dragon』
NATO陣営のアメリカ軍デッキで使用可能なヘリコプターとしてAH-6Cが登場する。武装としてMk.19 グレネードランチャーを搭載している。
『グランド・セフト・オートシリーズ』
『GTA:TBoGT』
「Buzzard」と言う名称で登場。
『GTAV』
『GTA:TBoGT』に引き続き、「Buzzard」と言う名称で登場。

『コール オブ デューティシリーズ』
『CoD:MW2』
キャンペーンに登場するほぼ全ての勢力がAH-6とMH-6を使用（何故かロシア軍まで本機を運用している）。マルチプレイではキルストリークの支援物資投下を本機が行う。
『CoD:MW3』
キャンペーンにデルタフォースやSASのヘリとして登場。何機かがRPG-7で撃墜される。終盤はマカロフの逃亡にも使われ、主人公達に機銃掃射を行う。
『CoD:BO2』
パナマ侵攻を元にしたミッションで何機か登場し、主人公たちが上陸する海岸の敵に対して機銃掃射を行う。

『CoD:MW』
キャンペーンにてプライス率いるSASチームやなぜかロシア軍のヘリコプターとして登場する。
『バトルフィールドシリーズ』
『BF2MC』
USMCがAH-6Jを使用。キャンペーン、マルチプレイ共にプレイヤー使用可能。武装としてスタブウイングに2丁のM134を搭載している。
『BF3』
分類は偵察ヘリとしてマルチプレイで使用可能。最大移動可能員数2名（操縦士・副操縦士を含めると4名）が乗り込める。武装はM134×2と任意で誘導ミサイル（AGM-114空対地ミサイル）とヒートシーカー（AIM-9 サイドワインダー空対空ミサイル）のいずれかを装着できる。素早い展開・回収・撤退が可能。
『BF4』